# Fribytteren fra New Mexico
Fribytteren fra New Mexico er en amerikansk stumfilm fra 1918 af William S. Hart.

## Medvirkende
- William S. Hart - "Buck" Andrade
- C. Norman Hammond - David Cassidy
- William Elmer -  Pablo Trilles
- Melbourne MacDowell - Murray Lemantier
- Vola Vale - Faith Lawson
- Kisaburo Kurihara - Pasquale Trilles
- Fanny Midgley